# Dampf

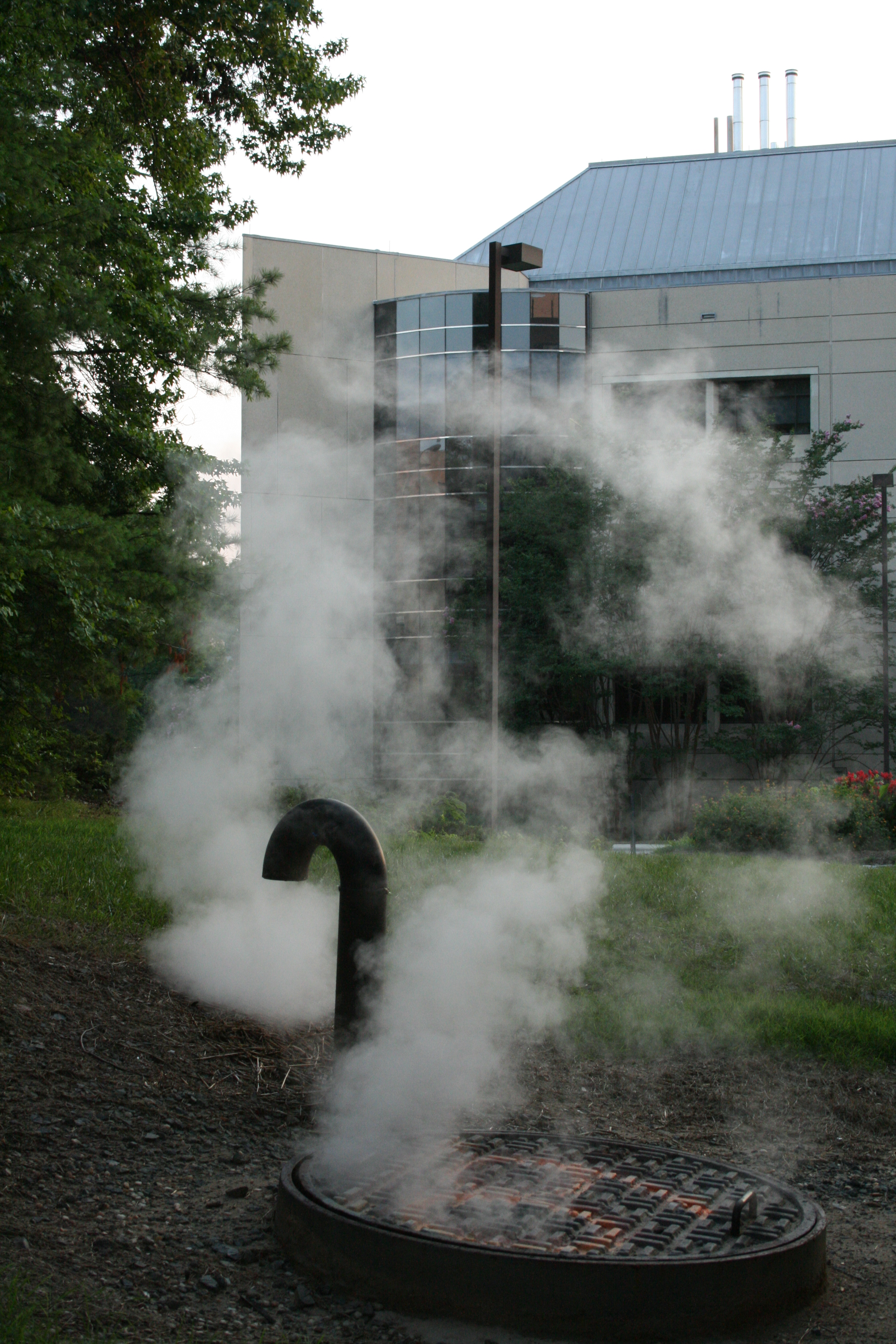
Wrasen: (gasförmiger) Wasserdampf wird durch Abkühlung kondensiert; die entstehenden (flüssigen) Wassertröpfchen sind als Aerosol, hier Nebel, sichtbar.

Dampf ist ein chemisch reiner, gasförmiger Stoff, der in Bezug zu seinem flüssigen oder festen Aggregatzustand betrachtet wird, wie zum Beispiel Wasserdampf. Dampf kann durch Verdampfung der Flüssigkeit oder Sublimation des Feststoffs entstehen und sich durch Kondensation wieder in diese oder durch Resublimieren in diesen umwandeln.

## Dampf-Flüssig-Gleichgewicht
Mit der Zeit und sofern keine Störung auftritt, stellt sich ein dynamisches Gleichgewicht ein, bei dem genauso viele Teilchen der flüssigen bzw. festen Phase in die gasförmige Phase übertreten, wie umgekehrt aus dem Gas zurückwechseln. Der Dampf ist dann gesättigt und wird auch als Brüden, Brodem oder Wrasen bezeichnet. Wie viele Teilchen von einer in die andere Phase wechseln, hängt unter anderem stark von Druck und Temperatur des betrachteten Systems ab. In der Technik spielt das Gleichgewicht zwischen flüssiger und gasförmiger Phase bei thermischen Trennverfahren eine große Rolle.

## Überhitzter Dampf
Steht die Gasphase nicht mehr mit der zugehörigen flüssigen oder festen Phase in Kontakt und wird dem Dampf weiter Wärme zugeführt, wird er überhitzt und liegt als überhitzter Dampf vor. Je stärker diese Erwärmung ist, desto weiter entfernt man sich von dem Bereich, in dem man noch von Dampf spricht, und nähert sich einem Verhalten, das man dann als gasartig bezeichnet.

## Kondensation
Kühlt man überhitzten Dampf langsam ab, wird irgendwann der so genannte Taupunkt erreicht, an dem der Dampf wieder gesättigt ist und bei weiterer Kühlung erneut zu einer Flüssigkeit kondensiert. Im Falle des direkten Überganges vom gasförmigen zum festen Zustand, also bei einer Resublimation, nennt man diesen Punkt Frostpunkt.

## Kritische Temperatur
Oberhalb der kritischen Temperatur ist ein Gas durch Erhöhung des Drucks nicht mehr kondensierbar. Daher wird ein überkritischer Stoff nicht mehr als Dampf, sondern nur noch als Gas bezeichnet. Gebräuchlich ist außerdem der Begriff Fluid für einen überkritischen Stoff.

## Bedeutungen von Dampf in der Sprache
Während Dampf (von mittelhochdeutsch tampf/dampf „Dampf, Wasserdampf“) als ein aus einer Flüssigkeit gebildetes Gas – abgesehen von stoffeigenen Färbungen – unsichtbar ist, spricht man im Alltag bei Dampf meist von einer sichtbaren Mischung aus Luft und feinsten Flüssigkeitstropfen, wie er sich beispielsweise bei der Kondensation von Wasserdampf bildet und beispielsweise aus vielen Schornsteinen entweichend gesehen werden kann. Für dieselbe Form fein verteilter, kleiner Wassertropfen in Luft werden in der Alltagssprache zusätzlich auch die Ausdrücke Kondensstreifen (am Ausgang einer Flugzeugturbine) oder bei großflächigen Wetterphänomenen Nebel (in Bodennähe) bzw. Wolke (am Himmel) verwendet.
Der korrekte naturwissenschaftliche Fachausdruck für ein Gemisch aus fein verteilten Flüssigkeitstropfen in einem Gas lautet Nebel. Bei extrem kleinen Flüssigkeitstropfen (und/oder Feststoffpartikeln) bezeichnet man diese Mischung auch als Aerosol. Im Spezialfall des Wassers spricht man in der Technik von Nassdampf.